# Жилой флигель купца Ассона Немчинова
Жилой флигель купца Ассона Немчинова — памятник градостроительства и архитектуры регионального значения в историческом центре Нижнего Новгорода. Построен в 1846 году. Автор проекта — архитектор Л. В. Фостиков.
Флигель является сохранившейся частью городской усадьбы середины XIX века. Представляет собой образец деревянной и каменно-деревянной архитектуры Нижнего Новгорода. Сильно пострадал от пожара и находится в аварийном состоянии.                   

## История
Район строительства будущего дома расположен в так называемом Започаинье, расположенном в западной части Нижегородского района города. Улица Нижегородская (изначально — Воскресенская; в советское время — Карла Маркса) была проложена вскоре после возведения неподалёку церкви Вознесения в 1715 году.
В 1846 году участок городской усадьбы (территория современных домов №№ 15, 17 по Нижегородской улице) принадлежал нижегородскому купцу Ассону Немчинову. К тому времени на усадьбе уже стоял деревянный дом в пять окон с пристроем (современный дом № 15, снесён), а рядом располагался флигель. Проект флигеля выполнил архитектор Л. В. Фостиков. Здание представляло собой одноэтажный деревянный дом на каменном цоколе, с подвалом, в три окна по фасаду.
В 1874 году владелицей флигеля стала купчиха Анна Васильевна Немчинова. В тот же год здание было перестроено, надстроен мансардный этаж с восточной стороны.                                                     

## Архитектура
Дом одноэтажный бревенчатый, с цокольным кирпичным полуэтажом. Стена бокового западного фасада выполнена из кирпича. По бокам выполнены деревянные пристройки — входной тамбур с запада и двухэтажная пристройка-мансарда с востока. Главный фасад имеет декоративное оформление в виде резных украшений. Окна оформлены резными наличниками, с треугольными сандриками и филенчатыми вставками, плоскость поля центрального сандрика украшена резной композицией из растительного орнамента (подобное украшение расположено и над чердачным окном). Углы главного фасада выделены лопатками, подчёркнутыми филенками. Венчающий карниз оформлен богатым подзором из нескольких ярусов пропильной резьбы и фигурными кронштейнами.   